# 和田明
和田 明（わだ あきら、1937年4月15日 - 1992年3月21日）は、高校野球指導者。早稲田実業学校高等部（早実）硬式野球部監督を務めた。

## 経歴
- 1954年 - 早実野球部で選手として春のセンバツに榎本喜八、河西宏和とともに出場。
- 1956年 - 早実を卒業。明電舎に就職。
- 1975年 - 夏の選手権に監督として出場。早実の甲子園出場は12年ぶり（夏に限ると15年ぶり）であった。初戦で中京商（岐阜）に敗退。
- 1977年 - 春のセンバツ、夏の選手権に連続出場。
- 1978年 - 春のセンバツ、夏の選手権に連続出場。夏は1回戦で倉吉北に敗れる（0勝1敗）。
- 1980年8月 - 夏の選手権に出場。北陽、東宇治、札幌商、興南、瀬田工を破り決勝まで進出するも横浜高校に敗れ、準優勝（5勝1敗）。
- 1981年 - 春のセンバツに出場。
- 1981年8月 - 夏の選手権に出場。高知、鳥取西を破るも3回戦で報徳学園にサヨナラ負けにて敗退。報徳学園はこの大会に優勝。（2勝1敗）
- 1982年 - 春のセンバツに出場。
- 1982年8月 - 夏の選手権に出場。宇治、星稜、東海大甲府を破り準々決勝に進出するも蔦文也率いる池田高校に敗れる。池田高校はこの大会に優勝。（3勝1敗）
- 1988年 - 春のセンバツに出場。これが甲子園最後の出場になる。初戦で川崎憲次郎擁する津久見に0-4で敗れる。荒木大輔らが卒業した以後は早実の進学校化が進んでいたため、チーム強化に窮する状況となっていた。
- 1992年3月 - 54歳で死去。27年にわたる監督生活において、甲子園での優勝は果たせなかった。

## 甲子園での成績
- 春：出場5回・5勝5敗
- 夏：出場6回・12勝6敗・準優勝1回
- 通算：出場11回・17勝11敗・準優勝1回

## 関連人物
- 榎本喜八 - 早実野球部先輩
- 河西宏和 - 早実野球部先輩

### 教え子
- 川又米利
- 和泉実
- 荒木大輔
- 石井丈裕
- 小沢章一